# I Wonder
I Wonder è il secondo singolo della cantante statunitense Kellie Pickler, pubblicato il 5 febbraio 2007 come secondo estratto dall'album Small Town Girl.

## Descrizione
Lanciato nel febbraio del 2007, il singolo è arrivato sino alla posizione 14 della classifica delle canzoni country americane e al numero 75 della classifica vera e propria dei singoli americana, la Billboard Hot 100.

## Tracce
1. I Wonder – 3:57 (Kellie Pickler, Chris Lindsey, Aimee Mayo, Karyn Rochelle)

## Classifiche
| Classifica (2007)                | Posizione massima |
| -------------------------------- | ----------------- |
| U.S. Billboard Hot 100           | 75                |
| U.S. Billboard Hot Country Songs | 14                |

## Crediti
- Kellie Pickler - voce